# Otrębusy
Otrębusy – wieś sołecka w Polsce, położona w województwie mazowieckim, w powiecie pruszkowskim, w gminie Brwinów.
W latach 1975–1998 wieś administracyjnie należała do województwa warszawskiego.

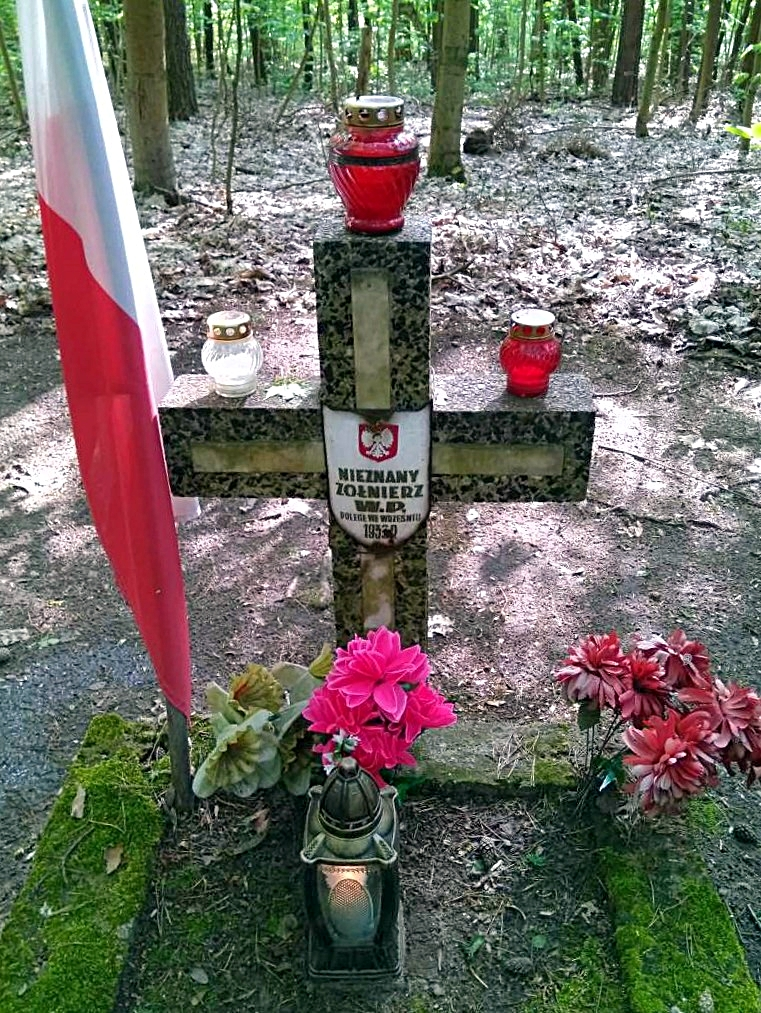
Grób Nieznanego Żołnierza w pobliżu posesji "Wierzbówek" przy szosie do Nadarzyna, zdjęcie z 23 kwietnia 2024

## Parafia

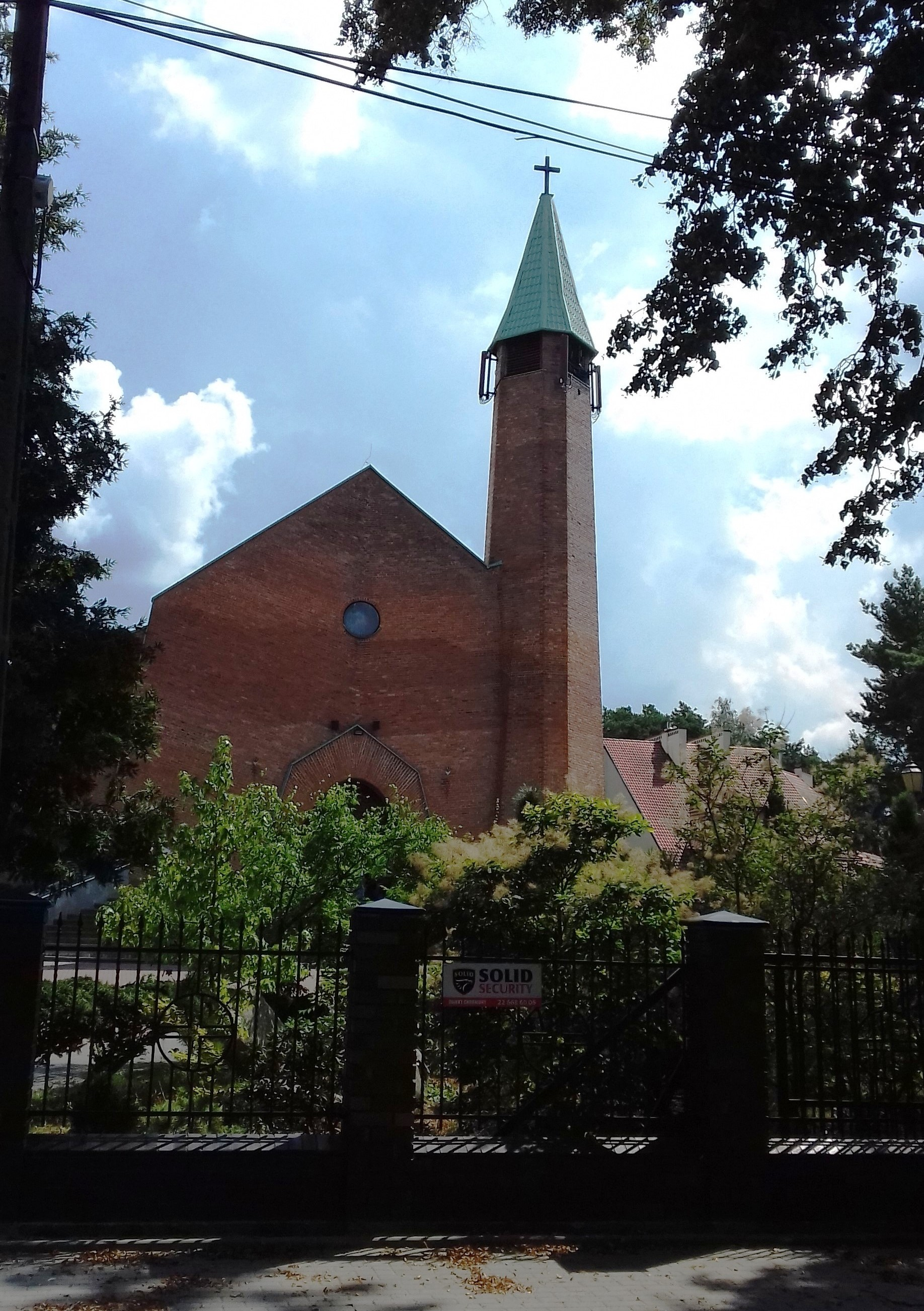
Kościół NMP Matki Kościoła

Miejscowość jest siedzibą parafii rzymskokatolickiej pw. NMP Matki Kościoła, należącej do metropolii warszawskiej, archidiecezji warszawskiej, dekanatu brwinowskiego.

## Historia

### Do końca XIX wieku
Udokumentowana historia wsi sięga XV wieku. Pierwsze wzmianki o Otrębusach pochodzą z ksiąg sądowych ziemi czerskiej, w których wymieniony został m.in. Jan z Otrębus, który pozwał Mirosława z Jaczewic (?) o dobra w Świdrze. Pisownia nazwy miejscowości nie była wówczas ustabilizowana. Otrębusy zostały prawdopodobnie założone na początku XIV wieku jako wieś prywatna z małym folwarkiem i kilkoma gospodarstwami chłopskimi. Nazwa Otrębusy jest nazwą kulturową wynikającą z działalności założyciela wsi lub pierwszych jego mieszkańców. Najstarsze zapisy nazwy tej miejscowości brzmiały: 1417 r.: Otrabussy, 1418 r.: Ottrobusze, 1419 r.: Otrambussewo, Otrambusche, Ottranbosze, Otrubusche, Othrąbvsze.
Wiadomo, że w 1491 r. na Akademii Krakowskiej odnotowano wśród studentów niejakiego Jana, syna Mikołaja, z Otrębus.
Wieś szlachecka funkcjonowała do 1536 r. w ziemi warszawskiej; po tej dacie przyłączona została do powiatu błońskiego. W Spisie parafii województwa mazowieckiego z pierwszej połowy XVI wieku Otrębusy wymienia się jako należące do parafii Brwinów dekanatu błońskiego.
Od drugiej połowy XVIII wieku Otrębusy zaczynają się pojawiać na mapach i w atlasach.

### Od końca XIX do XXI wieku
Pod koniec XIX wieku majątek zaczęto rozprzedawać. Nie była to wówczas atrakcyjna miejscowość, nie było połączeń kolejowych, drogi były piaszczyste, ziemie mało urodzajne. Jedyną zaletą tego terenu był las otaczający wieś i dobry klimat. Powstała wtedy idea stworzenia miejscowości leczniczej i wypoczynkowej. Jednakże jedyny tego typu ośrodek powstał we dworze Karolin, a miejscowość nadal miała charakter wiejski. Stopniowo następował rozwój przestrzenny, powstawały nowe zagrody i dało się zauważyć napływ ludności budującej nowe domy.
Według wyników spisu przeprowadzonego w 1921 roku w odrodzonej II Rzeczypospolitej Otrębusy (folwark i wieś) liczyły 49 domów oraz 387 mieszkańców, z czego 382 osoby narodowości polskiej, 1 osoba narodowości niemieckiej oraz 4 osoby narodowości innej.
W 1948 roku w Karolinie powstał Państwowy Zespół Ludowy Pieśni i Tańca (PZLPiT) „Mazowsze”, mający tu swoją siedzibę do dziś. Jego koncepcja artystyczna zakładała, że „Mazowsze” śpiewać ma folklorystyczny wariant repertuaru ludowego – przekomponowane przyśpiewki i pieśni tradycyjne i tańczyć choreograficzne układy nawiązujące do polskich tańców narodowych.
W latach 1954–1961 wieś była siedzibą gromady Otrębusy (gromada 1954–1961), po jej zniesieniu w gromadzie Nowa Wieś, która od 1962 zmieniono na gromadę Otrębusy.
W roku 1970 zaczęto starania o utworzenie parafii na tym terenie. Parafia NMP Matki Kościoła w Otrębusach powstała jednakże dopiero w 1985 roku. Pierwszym proboszczem, który wybudował plebanię, był ks. Andrzej Lepianka. Msze odbywały się wówczas w kaplicy. Później ogłoszono konkurs na projekt nowego kościoła, który wygrał ten autorstwa Anny i Wojciecha Kawęczyńskich. Konsekracji świątyni dokonano 26 września 1999 roku. Jej dekoracje, Pasję w brązie, krzyż i figurę Matki Bożej oraz gipsowe przedstawienia tajemnic różańca, wykonano w pracowni prof. Gustawa Zemły.
W 1992 otwarto szkołę podstawową w Otrębusach, a cztery lata później – Muzeum Sztuki Ludowej, prowadzonego przez prof. Mariana Pokropka.

### XXI wiek
Pod koniec 2016 Otrębusy liczyły 2525 mieszkańców i były jednym z 15 sołectw wchodzących w skład gminy Brwinów. Przez miejscowość przebiegały dwie drogi wojewódzkie (719 i 720), które łączyły ją z sąsiadującymi miejscowościami oraz położoną niedaleko Warszawą.
Wieś zatraciła już charakter rolniczy. Znaczna część mieszkańców znajduje zatrudnienie w Warszawie. Na terenie wsi funkcjonuje kilkadziesiąt podmiotów gospodarczych, głównie zajmujących się usługami. Znajdują się tu: szkoła podstawowa, zakład opieki zdrowotnej, poczta, biblioteka. Stopniowo rozbudowywana jest infrastruktura – sieć kanalizacyjna, wodociągowa, gazociąg, telefony, a także sieć dróg gminnych.
Wśród charakterystycznych dla Otrębus obiektów należy wymienić kościół parafialny, a także dwa muzea (Muzeum Polskiej Sztuki Ludowej i Muzeum Motoryzacji i Techniki). Dodatkowo na terenie siedziby PZLPiT „Mazowsze” znajduje się muzeum, którego zbiory obejmują kostiumy, w których występowali członkowie zespołu, a także liczne pamiątki przywiezione z występów na całym świecie. W Otrębusach znajduje się także filia Ośrodka Kultury w Brwinowie prowadząca świetlicę wiejską, pełniącą funkcje domu kultury na terenie sołectwa.
Na szczególną uwagę zasługuje również zabytkowy XVIII-wieczny spichlerz znajdujący się przy ul. Wiejskiej – murowany z cegły, tynkowany, na planie prostokąta, piętrowy. Niegdyś należał do zabudowań gospodarczych folwarku Elżbietówka, obecnie jest w rękach prywatnych.
W 2015 we wsi otwarto gimnazjum (zlikwidowane w ramach reformy systemu oświaty z 2017 roku). W 2021 otwarto Centrum Folkloru Polskiego „Karolin” z udziałem Prezydenta RP, Andrzeja Dudy.

## Transport

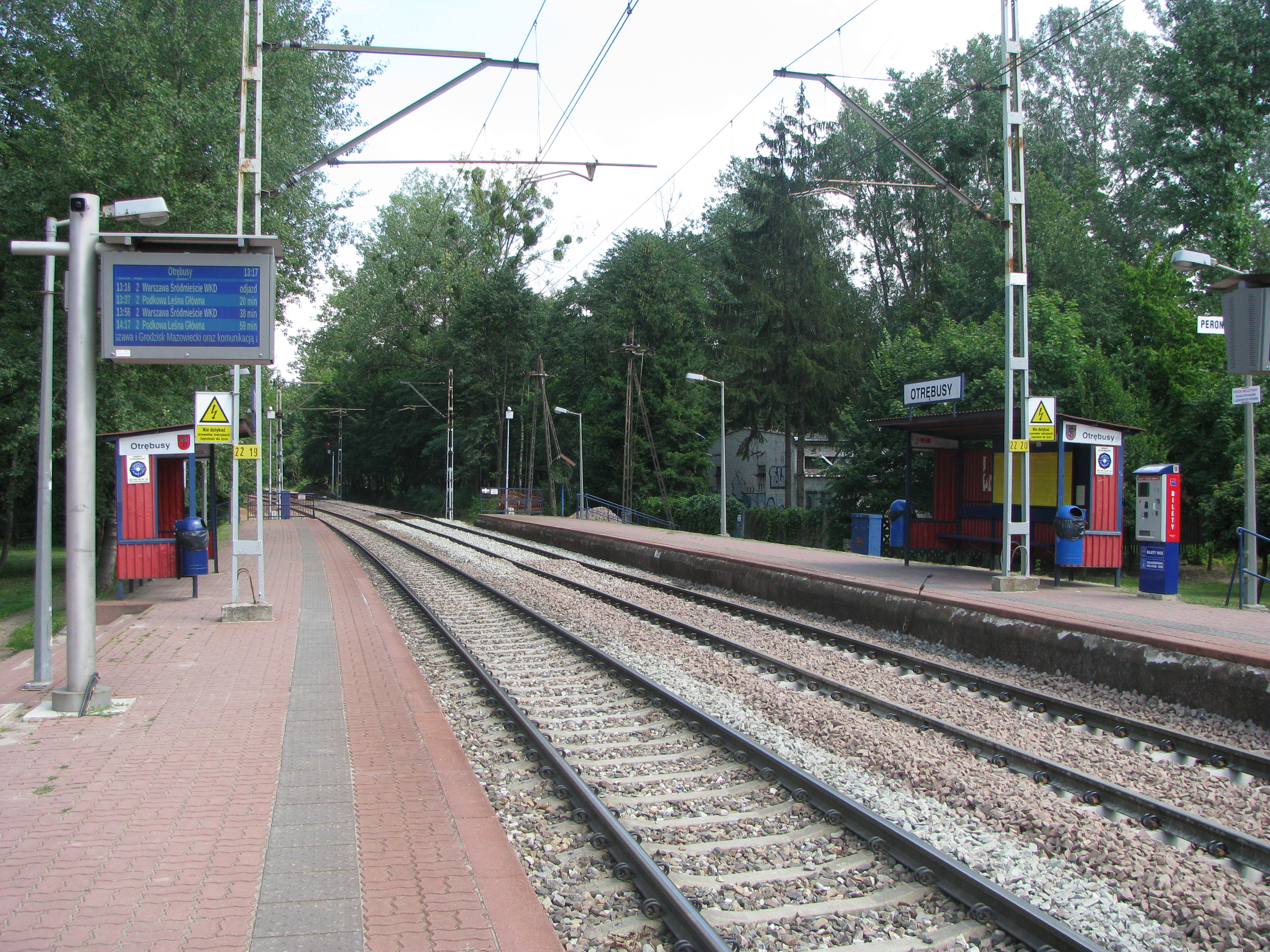
Przystanek WKD w Otrębusach

Przez miejscowość biegną linia WKD oraz drogi powiatowe. Poza WKD w Otrębusach znajdują się przystanki PKS oraz linii transportowej do Międzynarodowego Centrum Słuchu i Mowy w Kajetanach.

## Obiekty

### Zabytki
- Pałacowo-Parkowy Zespół Zabytkowy Karolin – Siedziba Państwowego Zespołu Ludowego Pieśni i Tańca „Mazowsze” im. Tadeusza Sygietyńskiego
- Zespół Pałacowo-Parkowy Toeplitzówka – miejsce urodzenia Krzysztofa Teodora Toeplitza
- Zabytkowy XVIII-wieczny spichrz, będący jednym z zabudowań dawnego folwarku
- Posąg Świętowita (przy stacji WKD)
- Obiekty zakwalifikowane jako pomniki przyrody
- Pałac Karolin

### Muzea

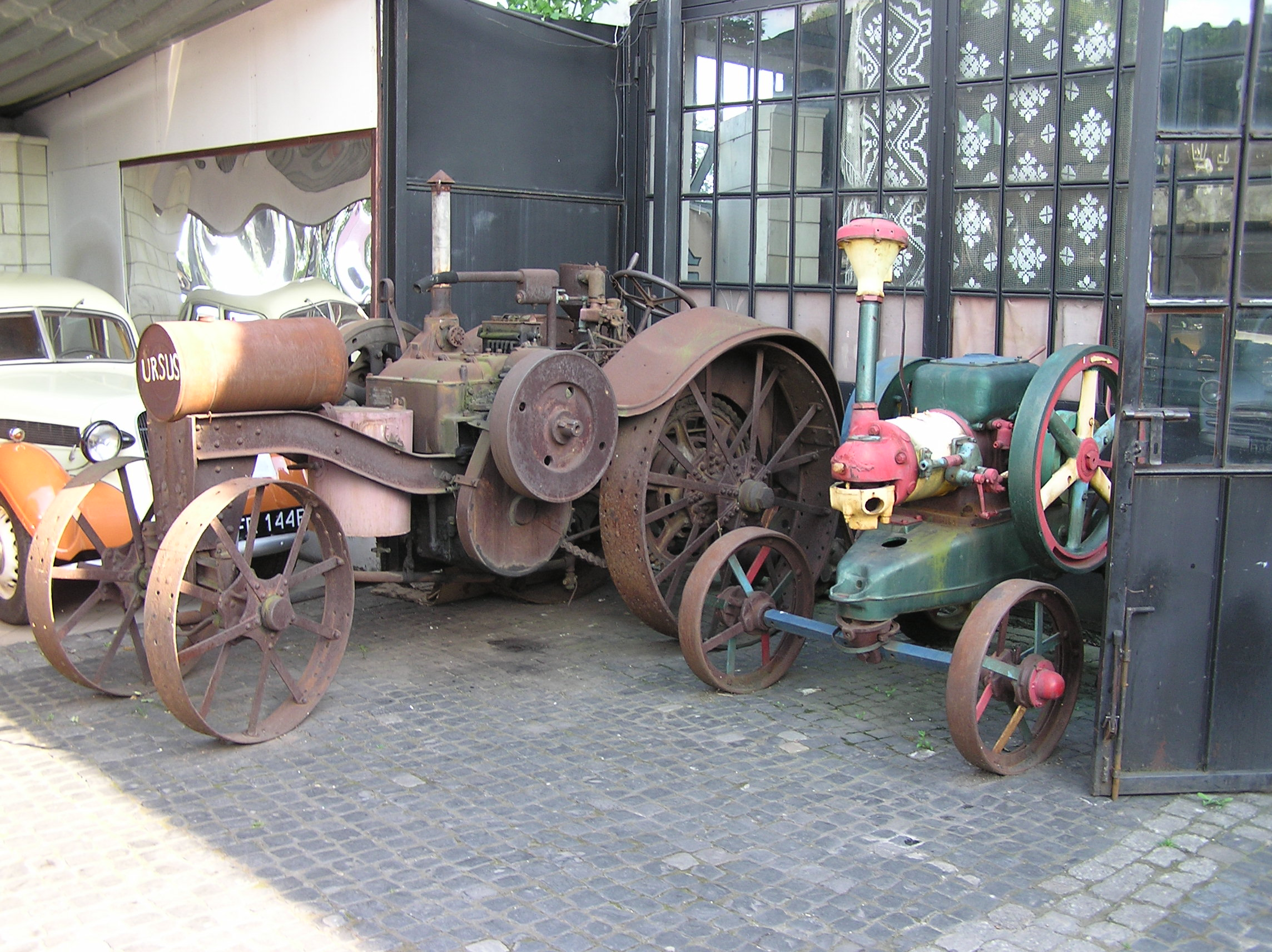
Eksponaty Muzeum Motoryzacji i Techniki w Otrębusach

- Muzeum Państwowego Zespołu Ludowego Pieśni i Tańca „Mazowsze” – Karolin
- Muzeum Polskiej Sztuki Ludowej (prywatne) – dom prof. Mariana Pokropka, ul. Natalińska 15
- Muzeum Motoryzacji i Techniki w Otrębusach – ul. Warszawska 21

### Edukacja
- Przedszkole Samorządowe – ul. Piaseckiego 2
- Niepubliczne Przedszkole Sióstr Służebniczek NMP – ul. Słowackiego 5
- Publiczna Samorządowa Szkoła Podstawowa – ul. Piaseckiego 2
- Biblioteka – ul. Wiejska 1
- Niepubliczna Szkoła Podstawowa nr 104 Nowa Szkoła
- Świetlica.
- Szkoła językowa Speakaide – ul. Tarniny 2a

### Inne
- Kościół Parafialny NMP Matki Kościoła – ul. Sadowa 14
- Poczta – ul. Wiejska
- Ośrodek Zdrowia Vita-Med – ul. Wiejska 1
- Piekarnia (na miejscu sklep firmowy) „A & K” Sp.j. – ul. Wiejska 21

## Osoby związane z Otrębusami
- Kazimierz Dziewoński (1910–1994), architekt i urbanista, profesor Instytutu Geografii PAN
- Kazimierz Gierżod (1936–2018), pianista, profesor i rektor Akademii Muzycznej im. Fryderyka Chopina w Warszawie
- Stefan Jakobielski (1937–2024), archeolog, profesor Uniwersytetu Warszawskiego
- Stanisław Jopek (1935–2006), śpiewak-solista Państwowego Zespołu Pieśni i Tańca „Mazowsze”
- Marian Pokropek (1932–2023), etnograf, profesor Uniwersytetu Warszawskiego
- Hanna Sygietyńska-Kwoczyńska (1930–2017), polska historyczka sztuki
- Tadeusz Sygietyński (1896–1955), kompozytor, założyciel Państwowego Zespołu Pieśni i Tańca „Mazowsze”
- Mira Zimińska-Sygietyńska (1901–1997), polska aktorka, długoletnia dyrektor Państwowego Zespołu Pieśni i Tańca „Mazowsze”
- Krzysztof Teodor Toeplitz (1933–2010), polski dziennikarz
- Teodor Toeplitz (1875–1937), przedsiębiorca, działacz Warszawskiej Spółdzielni Mieszkaniowej
- Wojciech Wojciechowski (1870–1923), rolnik, polityk i działacz społeczny, poseł na Sejm z ramienia Związku Ludowo-Narodowego
- Witold Zapała (1935-2020) tancerz i choreograf, w latach 1957–2011 związany z Państwowym Zespołem Pieśni i Tańca „Mazowsze”.